# HD162725
HD162725 — хімічно пекулярна зоря спектрального класу B9, що має видиму зоряну величину в смузі V приблизно  6,4.
Вона  розташована на відстані близько 973,6 світлових років від Сонця.

## Фізичні характеристики
Телескоп Гіппаркос зареєстрував фотометричну змінність  даної зорі з періодом    4,46 доби в межах від  Hmin= 6,44 до  Hmax= 6,40.

## Пекулярний хімічний склад
Зоряна атмосфера HD162725 має підвищений вміст 
Si
.